# 保険法
保険法（ほけんほう、平成20年6月6日法律第56号）は、保険契約の成立・効力・履行・終了（共済契約を含む）の一般に関する日本の法律である。
2010年（平成22年）4月1日施行。
従来、商法第2編旧第10章保険（陸上保険）および第3編第6章保険（海上保険）の総称として、「保険法」の呼称が用いられてきたが、この法律は、保険法の口語化・現代化を目的に、陸上保険に関して商法から独立した単行法典として制定されたものである（海上保険に関する規定は現在も商法内にあり、これは商法及び国際海上物品運送法の一部を改正する法律〈平成30年5月25日法律第29号〉により商法が改正された後も同様である）。

## 概要
保険法では、従来商法には規定がなかった、人の疾病や災害に際して給付を行う、いわゆる第三分野保険（保険法中では傷害疾病損害保険および傷害疾病定額保険）に関する規定が新設された。さらに、保険契約と同等の内容を有する共済契約も規律の対象に含めることで、保険契約一般を規律する内容になっている。
また、自発的報告義務とされてきた告知義務を質問回答義務に緩和するなど、保険契約者の保護を強化する改正がなされる一方で、一定の重大な事由がある場合に保険者による契約解除を可能とする規定が新設された。
広義には保険業法を含めて保険法と呼ばれることがあるが、保険業法はいわゆる業法として、保険会社および保険の募集についての規定がされている。

## 構成
- 第1章　総則（第1条・第2条）
- 第2章　損害保険
  - 第1節　成立（第3条―第7条）
  - 第2節　効力（第8条―第12条）
  - 第3節　保険給付（第13条―第26条）
  - 第4節　終了（第27条―第33条）
  - 第5節　傷害疾病損害保険の特則（第34条・第35条）
  - 第6節　適用除外（第36条）
- 第3章　生命保険
  - 第1節　成立（第37条―第41条）
  - 第2節　効力（第42条―第49条）
  - 第3節　保険給付（第50条―第53条）
  - 第4節　終了（第54条―第65条）
- 第4章　傷害疾病定額保険
  - 第1節　成立（第66条―第70条）
  - 第2節　効力（第71条―第78条）
  - 第3節　保険給付（第79条―第82条）
  - 第4節　終了（第83条―第94条）
- 第5章　雑則（第95条・第96条）
- 附則

### 改正前商法第2編下での構成
- 第10章　保険
  - 第1節　損害保険
    - 第1款　総則（第629条―第664条）
    - 第2款　火災保険（第665条―第668条）
    - 第3款　運送保険（第669条―第672条）

  - 第2節　生命保険（第673条―第683条）

現在、当該部分はすべて削除されている。